# Pierluigi Aprà
Pour les articles homonymes, voir Aprà.
Pierluigi Aprà, né le 6 septembre 1944 Rome (Latium) et mort le 19 janvier 1981 dans la même ville, est un acteur italien.

## Biographie
Fils de Maria Pia De Cenzo, il est issu d'une famille d'artistes du côté de son grand-père, un Polichinelle napolitain qui est entré dans l'histoire de ce théâtre. Il est le frère d'Adriano, professeur de cinéma italien à l'université de Rome Tor Vergata, et de Simonetta, passionnée d'art comme son père Renato, cadre dans l'administration publique. Il fréquente l'Académie nationale d'art dramatique Silvio-D'Amico, avec Lino Capolicchio et Giancarlo Giannini ; le réalisateur Vittorio Cottafavi dirige ses débuts à la télévision dans Don Giovanni. C'est avec La Chine est proche (1967) de Marco Bellocchio qu'il fait ses débuts à la télévision.
Il est marié à la journaliste sportive Rosanna Marani : le mariage a lieu le 6 décembre 1969 à Pise sur le plateau de Olimpia agli amici. Ils ont eu un fils, Gabriele, né en 1970.
Il meurt par suicide en 1981 à l'âge de 36 ans.

## Filmographie

### Acteur de cinéma
- 1967 : La Chine est proche de Marco Bellocchio
- 1968 : Le Séquestré (Sequestro di persona) de Gianfranco Mingozzi
- 1968 : I visionari de Maurizio Ponzi
- 1968 : Colpo di sole (it) de Mino Guerrini
- 1968 : Les Intouchables (Gli intoccabili) de Giuliano Montaldo
- 1970 : Seule contre la mafia (La moglie più bella) de Damiano Damiani
- 1970 : Olimpia agli amici d'Adriano Aprà
- 1973 : La colonna infame de Nelo Risi
- 1973 : Il tram (2e épisode de la 1re saison de la série La porta sul buio) de Dario Argento
- 1974 : Comment tuer un juge (Perché si uccide un magistrato) de Damiano Damiani
- 1980 : Nella città perduta di Sarzana de Luigi Faccini